# Marlierea sessiliflora
Marlierea sessiliflora är en myrtenväxtart som beskrevs av Otto Karl Berg. Marlierea sessiliflora ingår i släktet Marlierea och familjen myrtenväxter. Inga underarter finns listade i Catalogue of Life.